# دایتو، شیزوئوکا
دایتو، شیزوئوکا (به لاتین: Daitō) یک منطقهٔ مسکونی در ژاپن است که در ناحیه چوبو واقع شده‌است. دایتو ۲۰٬۹۳۷ نفر جمعیت دارد.